# ローラ・ロズリン
ローラ・ロズリン (Laura Roslin) は、アメリカのSFテレビドラマ『GALACTICA/ギャラクティカ』(パイロット版別題『バトルスター ギャラクティカ サイロンの攻撃』)に登場する架空の人物。メアリー・マクドネルが演じた。リメイク元の作品『宇宙空母ギャラクチカ』(別題『宇宙空母ギャラクティカ』)にはいなかった、当リメイク版オリジナルの新登場人物である。

カプリカ出身でコロニアルの大統領。
第二次サイロン戦争勃発前に末期ガンであることが分かり一時死にかけるがガイアス・バルターがシャロン・バレリーの胎児の血液を用いて完治させた。しかしその後ガンが再発している。
カプリカでは教育長官を務め、大統領とは恋仲でもあったが方針を巡って対立することも多かった。
第二次サイロン戦争の際、大統領並びに序列で自分より上位の閣僚のがすべて死亡または行方不明となったため、自動的に大統領に昇格した。
トム・ザレックを完全に嫌っていたが、ウィリアム・アダマのクーデターに対抗する際に結束し、その後大統領選挙でザレックが対立候補ガイアス・バルターを支持したため再び犬猿の仲となる。直後にサイロンの襲撃、占領で囚われの身となりニュー・カプリカで処刑されそうになった際に和解した。その後トム・ザレックは大統領となった際に副大統領にローラ・ロズリンを任命し自らが退くことによって大統領の地位を譲った(その際にトム・ザレックは副大統領に任命されたため単に入れ替わっただけと言える)。
ゲイレン・チロルが作った戦闘機には大統領の名前を取って「ローラ」と名付けられている。

## 経歴
- コロニアル政府教育長官
- コロニアル政府大統領
- コロニアル政府副大統領
- コロニアル政府大統領